# Microregione di Chapada do Apodi
Chapada do Apodi è una microregione dello Stato del Rio Grande do Norte in Brasile, appartenente alla mesoregione di Oeste Potiguar.

## Comuni
Comprende 4 comuni:
- Apodi
- Caraúbas
- Felipe Guerra
- Governador Dix-Sept Rosado

| Controllo di autorità | VIAF (EN) 814150325564710090007 |